# Trepang królewski
Trepang królewski (Parastichopus regalis) – gatunek strzykwy z rzędu trepangowców. Występuje w Morzu Śródziemnym i wzdłuż atlantyckiego wybrzeża Europy, na piaszczystym i mulistym dnie, na głębokości od 5 do 800 m. Ciało kanciaste, o maksymalnej długości 35 cm i szerokości do 7 cm, o zmiennym ubarwieniu: od brązowego do czerwonego, pokryte białawymi brodawkami. Otwór gębowy jest otoczony przez 20 czułków. Jest poławiany komercyjnie w celach konsumpcyjnych. Głównymi odbiorcami są kraje azjatyckie, gdzie trepangi są uważane za smakołyki.